# Grenadă defensivă
Grenada defensivă este un tip de grenadă de mână proiectată pentru a fi utilizată în principal în apărare. Caracteristica sa principală este generarea unui număr mare de fragmente letale în urma exploziei, fiind eficientă împotriva trupelor inamice aflate la distanțe mai mari.

## Descriere generală
Corpul grenadei defensive este de obicei realizat din fontă sau oțel, având o structură fragmentată sau pre-fragmentată, ceea ce facilitează dispersia de șrapnel în timpul detonării. Aceasta este umplută cu un exploziv puternic, cum ar fi TNT, și este echipată cu un fitil mecanic temporizat. Fragmentele rezultate din explozie pot provoca daune grave pe o rază de 15-30 de metri.

## Utilizare
Grenadele defensive sunt utilizate în principal în situații de apărare, în tranșee, poziții fixe sau alte zone unde utilizatorul poate beneficia de adăpost. Datorită pericolului cauzat de fragmente, grenadele defensive sunt cel mai adesea folosite de la o distanță sigură sau din spatele unei protecții.

## Istorie
Conceptul de grenadă defensivă a apărut la sfârșitul secolului al XIX-lea, dar utilizarea sa a fost popularizată în timpul Primul Război Mondial. Modele celebre, precum grenada britanică Mills Bomb sau grenada franceză F1 defensivă, au fost utilizate pe scară largă în luptele de tranșee.

## Modele celebre
- Mills Bomb (Regatul Unit)
- F1 defensivă (Franța)
- RGD-5 (Uniunea Sovietică)
- M67 (SUA)

## Avantaje și dezavantaje
Grenadele defensive sunt eficiente datorită capacității lor de a acoperi o zonă mare cu fragmente, dar utilizarea lor implică riscuri pentru soldații din apropiere dacă nu sunt folosite corespunzător. Spre deosebire de grenadele ofensive, acestea nu sunt recomandate în spații închise sau în apropierea forțelor proprii.